# Negrești (okręg Mehedinți)
Negrești – wieś w Rumunii, w okręgu Mehedinți, w gminie Malovăț. W 2011 roku liczyła 161 mieszkańców.